# Serhij Pohorelcew
Serhij Ołeksijowycz Pohorelcew (ukr. Погорельцев Сергій Олексійович, ur. 17 września 1964) – ukraiński dyplomata, który od 2020 roku ponownie pełni służbę na stanowisku ambasadora w Hiszpanii (poprzednio w latach 2012–2016).
Ukończył studia filologiczne na Uniwersytecie Kijowskim (1986). W latach 1988–1991 był tłumaczem w przedstawicielstwie Ministerstwa Obrony ZSRR na Kubie, następnie pracował w dyplomacji ukraińskiej, m.in. na posadach konsula generalnego w Nowym Jorku (1999-2006 i 2009-2012) oraz zastępcy dyrektora (2006-2008) i dyrektora (2008-2009 i 2016-2020) departamentu służby konsularnej w Ministerstwie Spraw Zagranicznych Ukrainy.